# Orslow
Orslow – osada w Anglii, w hrabstwie Staffordshire, w dystrykcie South Staffordshire. Leży 15 km na południowy zachód od miasta Stafford i 201 km na północny zachód od Londynu.